# أوجوست فلهلم شليجل
أوجوست فلهلم شليجل (بالألمانية: August Wilhelm Schlegel)، كاتب وشاعر وناقد ومترجم ألماني. ولد عام 1767 في مدينة هانوفر، ومات عام 1845 في مدينة بون. عمل شليجل منذ عام 1818 أستاذاً لتاريخ الفنون والأدب في جامعة بون. وتمثل إسهاماته في الترجمات الرئعة التي قام بها عن الأدب العالمي ودراساته عن اللغة الهندية. وقدم أوجوست فلهلم شليجل بالتعاون مع أخيه فريدريش هليجل الأساس النظري الذي اعتمد عليه الرومانسيون الأوائل.

## أعماله
- أتينيوم «Athenäum» (مجلة، صدرت بالتعاون مع أخيه فريدريش شليجل)
- محاضرات عن الأدب والفن (1801-1804)

## روابط خارجية
- أوجوست فلهلم شليجل على موقع IMDb (الإنجليزية)
- أوجوست فلهلم شليجل على موقع الموسوعة البريطانية (الإنجليزية)
- أوجوست فلهلم شليجل على موقع ميوزك برينز (الإنجليزية)
- أوجوست فلهلم شليجل على موقع إن إن دي بي (الإنجليزية)
- أوجوست فلهلم شليجل على موقع ديسكوغز (الإنجليزية)